# Gustav Schulten
Gustav Schulten (* 30. Januar 1897 in Landshut; † 1944 oder 1945 in Königsberg) war ein deutscher Musikpädagoge, Komponist und Übersetzer.

## Leben
Schulten wurde als Sohn eines aus dem Rheinland stammenden Ingenieurs 1897 in Landshut in Niederbayern geboren. Für seine Entwicklung verwies er selbst in erster Linie auf das „mütterliche Erbgut von fränkisch-bayrischen Musikern, Malern und Schulmeistern“. Schulten absolvierte zunächst eine Lehre als Buchhändler und wurde danach Volksschullehrer.
Seine musikalische Ausbildung erhielt er zunächst in Erfurt bei Richard Wetz, später in Berlin bei Hans Mersmann und Fritz Jöde.
Schulten absolvierte die Musiklehrerprüfung für höhere Lehranstalten und war als Musiklehrer, Komponist und Musikreferent in Potsdam tätig.
Ab dem 1. Mai 1935 arbeitete Schulten als Volksschullehrer in Ostpreußen, zunächst in Juditten-Gahlkeim, Kreis Bartenstein, dann ab April 1936 in Romsdorf bei Schippenbeil, schließlich 1. Januar 1938 in Topprienen im Kreis Preußisch Eylau. Zudem war Schulten Spielscharführer, Musikreferent und Kulturstellenleiter in einem Bann und Jungbann der Hitlerjugend.
Schulten war ab dem 1. Mai 1937 Mitglied der NSDAP (Mitgliedsnummer 5.345.537). Im Dezember 1941 wurde er allerdings wegen Nichttragens des Parteiabzeichens aus der Partei ausgeschlossen.
Im Vorwort zur 8. Auflage der Liedersammlung Der Kilometerstein, der ersten Auflage nach 1945, schreibt Heinrich Voggenreiter: „Es ist mir ein Herzensbedürfnis, Gustav Schulten und meinem Bruder Ludwig Voggenreiter, die beide in den schrecklichen Wirren der Kriegs- und Nachkriegszeit einen grausamen Tod in Einsamkeit und bitterer Not sterben mußten, hier Worte eines dankbaren Gedenkens zu widmen“ (Hier kursiv hervorgehobene Worte im Original in Fraktur in Sperrsatz).
Ein Anfrage Fred K. Priebergs beim Voggenreiter-Verlag im Jahr 1998 ergab, dass dort keinerlei Informationen zum Verbleib Schultens vorliegen.

## Werke (Auswahl)
Schultens musikalisches Schaffen ist mit der Singbewegung in Zusammenhang zu sehen.
Er schrieb Lieder und Bühnenmusiken, zudem gab er eine ganze Reihe Liederbücher heraus, von denen vor allem Der Kilometerstein eine hohe Verbreitung erlangte. Schultens Werke erschienen zumeist im Voggenreiter-Verlag.
- Der Kilometerstein – Eine lustige Sammlung (1934), Herausgeber: Gustav Schulten, Bilder von Heiner Rothfuchs. Der Kilometerstein wird von Schulten „mit Absicht nicht Liederbuch genannt“, wie er im Vorwort der 1. Auflage schreibt. Es handelt um eine Sammlung von Fahrtenliedern sowie eine Sammlung des unseriösen Liedes oder nicht-einmal Liedes, denn es sind auch Marschverse, Klapphornverse (davon fünf von 15 antisemitisch) und sogar Zungenbrecher enthalten. Die Sammlung enthält durchaus heute noch bekannte Lieder wie Als wir jüngst in Regensburg waren, Auf de schwäbsche Eisebahne, Dar Vuglbärbaam, Ein Hund lief in die Küche, Ein kleiner Matrose, Die Vogelhochzeit (mit 35 Strophen), Auf der Mauer, auf der Lauer, Herrn Pastor sien Kauh, Bolle reiste jüngst zu Pfingsten und in der 7. Auflage 1939 auch Ein Mann, der sich Kolumbus nannt; die Drei Chinesen mit dem Kontrabass sind in der älteren Textvariante als Japanesen vertreten; die Sammlung enthält aber auch antisemitische (etwa Die drei Juden: „Es warn einmal drei Juden“) und zusätzlich demokratiefeindliche (Es war einmal: „O Freunde, hört die Moritat, die einst sich zugetragen hat, als hier regierte noch vordem das System, das System!“) Lieder. Nach dem Zweiten Weltkrieg wurde sie, grob bereinigt um die antisemitischen Lieder und Texte, in 8. Auflage neu aufgelegt. Fred K. Prieberg schreibt über die Sammlung: „Es handelt sich um eine Kollektion aus der Praxis der Jugendformation, die Stumpfsinn und Leere des organisierten Daseins überzeugend spiegelt. Geistreiche Titel sind selten. Aus dummen und blöden ist zu lernen, daß Afrikaner und Asiaten Menschenfresser und Ausländer sowieso schlecht sind.“[5]
- Der Leierkasten – Alte Bänkelsängerlieder und Lieder fürs Herz (1934), Herausgeber: Gustav Schulten, Bilder von Heiner Rothfuchs. Das Buch enthält in der 2., erweiterten Auflage aus dem Jahr 1939 28 Lieder. Im Nachwort schreibt Schulten, er verzichte bewusst auf das parodierte Bänkellied und verweist dafür auf die Sammlung Der Kilometerstein.
- Schwedische Volkslieder (1935). Darin unter anderem eine heute weniger gebräuchliche Übersetzung der Liedes Im Frühtau zu Berge (Im Frühtau zu Berge wir geh'n, fallera, grün schimmern wie Smaragden alle Höh'n, fallera. Wir wandern ohne Sorgen fröhlich singend in den Morgen noch ehe im Tale die Hähne schon kräh'n; allerdings mit dem Hinweis „nach der im Spielmann veröffentlichten Übersetzung unbekannter Herkunft“) sowie eine Übersetzung des Liedes Uti vår hage där växa blå bär als Draußen, da wachsen blau' Beeren am Rain.
- Der Ring (1935) – Ein Liederbuch für den Tageslauf und den Jahreskreis für Feste und Feiern, Herausgeber: Gustav Schulten, unter Mitarbeit von Hans Baumann, Max Bischoff, Fritz Henschke, Paul Hermann, Reinhold Heyden, Paul Höffer, Armin Knab, Johanna Koepke, Robert Kothe, Ernst-Lothar von Knorr, Christian Lahusen, Krimhild Langner, Jürgen Linde, Gerhard Schwarz, Karl Seidelmann. Die Titelillustration von Dieter Evers stellt eine zum Ring geschlossene Midgardschlange und ein Wikingerschiff dar, welches als Lebensschiff und gemeinsam mit der Schlange als „unser Weg durch den Ring des vollen Lebens“[6] gedeutet werden soll. Im Inneren ist das Buch mit 17 Holzschnitten Alter Meister, weit überwiegend Albrecht Dürers, aber auch Augustin Hirschvogels, Martin Schongauers, Heinrich Aldegrevers (in der Liste im Buch „H. Aldengrever“) und Israel v. Mackens illustriert. Der Inhalt ist in zwei großen Teilen Der Tag und Das Jahr wie folgt gegliedert:
  - Der Tag: Der Morgen, Die Fahne, Mittag, Feierabend, Der Abend, Die Wiege, Nachtwächterrufe
  - Das Jahr: Frühling, Tag der Arbeit, Sonnenwende, Sommer, Liebe und Fröhlichsein, Der Bauer, Ernte, Totenfeier, Winter, Lichtwende, Weihnacht, Neujahr
- Fahne der Kameradschaft (1937) – Eine Sammlung neuer Lieder für Feier, Marsch und Lager, Zusammenstellung: Gustav Schulten und Ludwig Voggenreiter